# Proctacanthella robusta
Proctacanthella robusta là một loài ruồi trong họ Asilidae. Proctacanthella robusta được Bromley miêu tả năm 1951. Loài này phân bố ở vùng Tân Bắc giới.